# Letsholathebe
Letsholathebe – wieś w Botswanie w dystrykcie North East. Według spisu ludności z 2011 roku wieś liczyła 613 mieszkańców.